# Coussan
Coussan település Franciaországban, Hautes-Pyrénées megyében. Lakosainak száma 110 fő (2022. január 1.). Coussan Marquerie, Gonez, Goudon, Hourc, Laslades és Souyeaux községekkel határos.

## Népesség
A település népességének változása:
| Lakosok száma | 116  | 116  | 124  | 122  | 123  | 122  | 123  | 117  | 110  |
|               | 2013 | 2015 | 2016 | 2017 | 2018 | 2019 | 2020 | 2021 | 2022 |